# نایل ویلیامز (بازیکن راگبی)
نایل ویلیامز (انگلیسی: Niall Williams؛ زادهٔ ۲۱ آوریل ۱۹۸۸) بازیکن راگبی ۷ نفره زن اهل نیوزیلند است.
وی در مسابقات کشوری و بین‌المللی در مجموع برندهٔ ۲ مدال طلا، ۱ مدال نقره شده‌است.